# イガイ属
イガイ属 (イガイぞく、Mytilus) はイガイ科に属する二枚貝の属の一つ。イガイやいわゆるムール貝が属し、多くの種が食用に供される。

## 分類

### 種
- カリフォルニアイガイ Mytilus californianus Conrad, 1837
- イガイ Mytilus coruscus Gould, 1861
- ヨーロッパイガイ Mytilus edulis Linnaeus, 1758
- ムラサキイガイ（チレニアイガイ） Mytilus galloprovincialis Lamarck, 1819
- キタノムラサキイガイ Mytilus trossulus Gould, 1850

和名については混乱がある。ムラサキイガイはヨーロッパ原産の日本への移入種につけられた和名だが、当初、日本への移入種は Mytilus edulis と誤って同定されており、ムラサキイガイ = Mytilus edulis とされていた時期があった。その後、ムラサキイガイ = Mytilus galloprovincialis だったことが判明している。
ヨーロッパイガイ、ムラサキイガイ、キタノムラサキイガイの3種は、生息域が近接しており、遺伝的・形質的にも近いため、同定が困難であり、ムラサキイガイ類、ヨーロッパイガイ複合種（Mytilus edulis complex）などと呼ばれる。
チリイガイ（Mytilus chilensis Hupé, 1854）は、近年の研究ではヨーロッパイガイに含められる。
他にも南半球に未同定の個体群がいくつかあるが、北半球からの外来個体群の可能性もある。

### ムール貝
フランス語のムール (moule) は、イガイ科全般を広く意味する言葉である。英語のマッスル (mussel) はイガイ科およびイシガイ目、カワホトトギス科をも含む名称である。
日本ではムール・ムール貝は、主にムラサキイガイ、あるいはヨーロッパイガイ、あるいはその双方とされる。

### 種ごとの違い
類似種が多く変異も大きいため、ムラサキイガイ類の分類は原産地のヨーロッパでも混乱していた時期が長い。日本のムラサキイガイも昭和初期に移入が確認されて以来、ヨーロッパイガイ (Mytilus edulis) と誤認され続け、そのため文献などでもムラサキイガイの学名を M. edulis とする時期が長かった。しかし2000年前後以降、タンパク質などの比較などからヨーロッパの種が整理され、同時に日本産の種の研究も進んだ結果、本州を中心に見られるムラサキイガイは 地中海原産の Mytilus galloprovincialis であるとされるに至った。
また、かつては日本のものは全て外来として扱われてきたが、北海道の一部の個体群は Mytilus trossulus という在来種であるとされ、キタノムラサキイガイという和名で区別されるようになった。したがって日本に生息するムラサキイガイ類はムラサキイガイとキタノムラサキイガイの2種ということになる。両種は殻内面の筋痕（貝柱の痕）と外套膜痕の位置関係で区別できるとされるが、北海道の一部では両種の交雑個体らしいものも見られるという。
以上を整理し、関連種をいくつか追加すると以下のようになる。
ムラサキイガイ Mytilus galloprovincialis Lamarck, 1819
地中海原産。現在では世界中の温帯域に分布する。これらは、バラスト水に含まれる浮遊幼生や船底・船荷などに付着した個体などによって拡がったものと考えられている。日本では北海道南部以南に外来種として分布。別名チレニアイガイ。産卵期は秋-冬。付着期は春。
キタノムラサキイガイ Mytilus trossulus Gould, 1860
日本では北海道の太平洋岸のみに分布する在来種。他にロシア極東部、北アメリカ西岸、東岸北部（メイン湾が南限）など太平洋、大西洋の、ほぼ北緯45度以北に分布する北方系の種。ムラサキイガイほどには大きくならないことが多い。
ヨーロッパイガイ Mytilus edulis Linnaeus, 1758
日本には棲息していないとされる。ヨーロッパ（主として地中海以外）、北米などに分布。産卵期は初夏-夏。付着期は秋。学名の edulis は「食用の」の意で、ヨーロッパでは盛んに食用利用されることによる。日本に移入されたムラサキイガイは、長い間本種であると誤認されていた。
チリイガイ（ヨーロッパイガイの亜種） Mytilus edulis chilensis (Hupé, 1854)
チリ沿岸全域とアルゼンチン南端部に分布。分布がヨーロッパイガイのそれと大きく隔たっており、しばしば独立種としても扱われる。片殻をはずしたものが食材として日本に輸入されることもある。
イガイ Mytilus coruscus Gould, 1861
日本のほか朝鮮半島、中国などの極東域に分布する在来種。時に 20cm 以上になる大型種。食用。いわゆるムラサキイガイ類でないが、小型個体ではムラサキイガイとの区別が難しい。ムラサキイガイ類に比べ潮通りの良い深い場所に生息するが、生息域は部分的に重なることもある。1741年にベーリングによる探検隊に参加してカイアック島を調査したシュテラーは、そこに住むエスキモーが、カムチャダールやトリンギットと同じように生でイガイを食べていることを確認している。

## 食材
主にヨーロッパ各地の料理で利用される。料理法としてはペスカトーレ、パエリア、ブイヤベース、ワイン蒸しなどがある。特にフランス料理、イタリア料理、スペイン料理など南ヨーロッパで多用される。またベルギーのムール貝料理は有名で、タマネギやリーキとともに蒸し煮にしたムール・マリニエール (Moules Marinière)・「ムール貝のビール煮」という郷土料理がある。トルコにはムール貝の外套膜の中に詰め物をしたミディエ・ドルマス（midye dolması、「ムール貝のドルマ」）という料理があり、メゼとして供される。
日本では、伝統的にイガイが利用されるほか、ムラサキイガイがイガイと同様に利用されることもある。